# Mauricio Toussaint
Mauricio Toussaint (1960), pintor y grabador tapatió de ascendencia francesa por parte de padre.

## Biografía
Mauricio Toussaint nació el 3 de junio de 1960 en Guadalajara. Es de origen francés por parte de su padre. Se inició en el arte a los catorce años, aprendiendo grabado con Gustavo Aranguren en la Universidad Autónoma de Guadalajara. Mauricio Toussaint estudió arquitectura de 1980 a 1985.

## Libro
- Ramírez Godoy, Guillermo (1997). Cuatro siglos de pintura jalisciense. p. 218.
- Ramírez Godoy, Guillermo (2005). La pintura jalisciense en el siglo XX. p. 251.

- Datos: Q3301634